# Margaret Nevinson

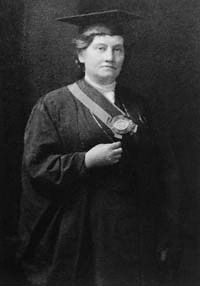
Margaret Nevinson, 1910

Margaret Wynne Nevinson, geborene Jones (* 11. Januar 1858 in Leicester; † 8. Juni 1932 in London), war eine englisch-britische Frauenwahlrechtsaktivistin, Sozialarbeiterin, Journalistin, Friedensrichterin und Autorin. Sie gehörte zu den Gründerinnen der Women’s Freedom League und war eine der ersten weiblichen Friedensrichterinnen und Poor Law Guardian in London.

## Leben
Nevinson war die Tochter von Pfarrer Timothy Jones (ca. 1813–1875) und seiner Frau Mary Louisa Bowmar (ca. 1830–1888). In einer Familie mit mindestens vier Jungen lernte Nevinson wie diese Latein und Altgriechisch, das der Vater ihnen beibrachte. Sie wurden anglokatholisch (High Church) erzogen. Da ihre Mutter befürchtete, dass Griechischkenntnisse die Tochter unverheiratbar machen könnten, wurde es durch Französisch und Zeichnen ersetzt. Nevinson besuchte St Anne’s Rewley, eine Klosterschule in Oxford, die sie nicht mochte, und bis zum Tod ihres Vaters 1875 eine Mädchenpensionat in einem Château bei Paris. Später absolvierte sie ein externes Studium an der Universität St. Andrews.
Margaret machte eine Karriere als Lehrerin, als Gouvernante in einer Familie, als Aushilfslehrerin in Köln und als Klassenlehrerin an der South Hampstead High School. 1882 bis 1883 belegte sie einen Kurs in englischer Literatur von Henry Morley am University College London. Sie heiratete 1884 Henry Nevinson; obwohl die Ehe hielt, scheinen beide Parteien sie zu bereuen, und in ihren Autobiografien schenken sie ihr nur wenig Beachtung. Das Paar hatte zwei Kinder, Mary Philippa (geboren in Deutschland) und Richard, geboren 1889. Henry Nevinson war ebenfalls in der Wahlrechtsbewegung aktiv und wurde zu einem der Gründer der Men's Political Union for Women's Enfranchisement.

### Settlement-Bewegung
Nach einem Jahr in Deutschland kehrte das Ehepaar Nevinson nach England zurück und beteiligte sich an der Arbeit der Settlement-Bewegung an der Toynbee Hall im Londoner East End, während sie zwei Jahre lang in einer der Wohnungen in Whitechapel lebten, die als Modellwohnungen dienten. In Toynbee Hall unterrichtete Nevinson Französisch und unterstützte einen Mädchenclub. Über das Engagement in der Settlement-Bewegung schrieb sie später: „Ich kann mich an keinen langweiligen Moment in diesen zwei Jahren erinnern.“
Nevinson arbeitete auch als Mietkassiererin für Vermieter, bei denen es sich um wohltätige Organisationen handelte. Modellhaft für diese Rolle war die Modellsiedlung Katharine Buildings in Aldgate, wo der Mietkassierer auch als Berater bei der Verwaltung des Haushaltsbudgets fungierte. Nevinson gehörte zusammen mit Beatrice Webb, Ella Pycroft und Eden Paul zu der Gruppe, die in dieser Zeit versuchte, diesen Ansatz in eine systematische Unterstützung umzuwandeln. Nevinson war sowohl in den Katharine Buildings als auch in den Lolesworth Buildings in Spitalfields als Mietkassiererin tätig.

### Frauenwahlrecht
1887 zogen die Nevinsons mit ihrer kleinen Tochter nach Keats Grove, Hampstead, in ein altes Haus, wobei H. H. Asquith kurzzeitig ihr Nachbar war. Um 1896 zogen sie in ein neu erbautes Haus auf dem Parliament Hill und kauften schließlich 1901 ein Haus in Haverstock Hill, wo sie sich niederließen. Ganz in der Nähe lebte die Suffragette Jane Esdon Brailsford mit ihrem Ehemann Henry Noel, mit denen sie sich befreundeten.
Nevinson war eine ständige öffentliche Rednerin für die Sache des Frauenwahlrechts in der späteren Edwardianischen Zeit. Ab 1907 sprach sie oft bis zu vier- oder fünfmal pro Woche zu diesem Thema. Sie spielte auf ihre walisischen Vorfahren an, als sie in einer Rede in der Londoner Steinway Hall sagte: „The Welsh ought to make good suffragists.“
Nevinson hatte viele, sich überschneidende Mitgliedschaften in aktiven Frauengruppen. Sie schloss sich dem Hampstead-Zweig der National Union of Women’s Suffrage Societies (NUWSS) an, die sich auf legalem Weg für das Wahlrecht für Frauen einsetzte. Danach gehörte sie für kurze Zeit zu den mitlitanten Suffragetten der Women’s Social and Political Union (WSPU) der Pankhursts. 1907 war sie zusammen mit Charlotte Despard Gründungsmitglied der Women’s Freedom League (WFL), als sich etwa 70 Frauen von der WSPU abspalteten. Sie lehnten einige der Pankhurst-Taktiken ab, wie z. B. Brandstiftung, und gingen zum Steuerwiderstand über. Nevinson weigerte sich später, Steuern im Namen ihres im Ausland befindlichen Mannes zu zahlen.
Im Sommer 1908 startete Muriel Matters mit einem „WFL-Wahlkampfwagen“ eine Kampagne in den Grafschaften südlich von London. Nevinson schloss sich der Kampagne Mitte September in Kent an. Bei ihren Besuchen in Canterbury und Herne Bay trotzten sie lautstarken Anfeindungen und Manipulationsversuche an dem Wagen.
In einer Sitzung der London Society for Women's Suffrage (LSWS) im November 1908 gehörte Nevinson zu einer vierköpfigen Minderheit, die auf Entschließungen drängte, in denen die NUWSS aufgefordert wurde, bei den Wahlen eine Haltung einzunehmen, die sich gegen die Asquith-Regierung richtete, und in denen außerdem gefordert wurde, dass der NUWSS-Vorstand parteipolitische Positionen meiden sollte. Millicent Garrett Fawcett wandte sich energisch gegen die Vorschläge. Nevinson und ihre drei Kolleginnen Flora Murray, Mrs. Hylton Dale und Louisa Garrett Anderson waren mit der WSPU verbunden, und der Verdacht, die WSPU wolle die NUWSS beeinflussen, führte Ablehnung ihres Entschließungsantrags. Fawcett machte zudem deutlich, dass Gruppe aus der LSWS austreten sollte.
Nach den Parlamentswahlen im Dezember 1910 im Vereinigten Königreich, deren Ergebnis kein schnelles Frauenwahlrecht versprachen, sammelte sich in der WFL die Unterstützung für einen Massenprotest zur Frage des Wahlrechts, der auf die Volkszählung von 1911 abzielte. Nevinson sagte schon früh die Teilnahme der Women Writers' Suffrage League zu. In der Volkszählungsnacht vom 2. April 1911 war Henry Nevinson nicht zu Hause. Margaret Nevinson hingegen war zu Hause und beherbergte eine unbestimmte Anzahl von Frauen, die nicht in die Volkszählung aufgenommen werden wollten. Ein offizielles Exemplar der Volkszählungsliste mit einem Vermerk über die Verweigerer und ihre Gründe ist erhalten geblieben. Die Auswirkungen des Volkszählungsboykotts sind unklar. Nevinson schrieb im Suffrage Annual, dass einige Tausend Frauen aus diesem Grund nicht an der Volkszählung teilnahmen. Die Schätzung von Agnes Metcalfe, dass es sich um mindestens 100.000 handelte, wird angezweifelt.

### Politisches Engagement und Friedensrichterin
Als Schulleiterin saß Nevinson 25 Jahre lang in lokalen Bildungsausschüssen des London County Council und des lokalen School Board.
1916 antwortete Nevinson in einem Leitartikel für The Vote auf einen Aufruf des jesuitischen Armeekaplans Bernard Vaughan. Sie stellte die Müttern zugewiesene Rolle im Krieg in Frage und machte auf den Hurra-Patriotismus in den Kirchen und die repressive Behandlung von Kriegsdienstverweigerern aufmerksam.
Nevinson trat 1922 von ihrem Amt als Poor Law Guardian im Rahmen der Armengesetzgebung in Hampstead zurück, das sie seit 1904 innehatte, weil es Probleme mit dem Betrieb des Hampstead Poor Law Hospital und der Gewährung des Outdoor Relief (Armenunterstützung außerhalb der Armenhäuser oder Institutionen) gab.
Der Sex Disqualification (Removal) Act von 1919 ermöglichte es Frauen, als Friedensrichterinnen zu dienen, und die WFL schlug Nevinson vor. Sie wurde 1920 ernannt. Sie war eine der ersten weiblichen Richterinnen in England und die erste Frau, die im County of London in den Magistrates’ Courts urteilte. Später war sie zusammen mit Beatrix Lyall und Marion Phillips eine der drei Frauen, die als erste in das Gremium zur Wahl der Londoner Friedensrichter berufen wurden. 1921 besuchte sie die USA, um das Bewährungssystem zu studieren.

### Autorin
In der Westminster Gazette schrieb Nevinson Geschichten, die sich auf ihren Dienst als Poor-Law-Vormund stützten, wobei der Schwerpunkt auf der sozialen Verwundbarkeit von Frauen lag. Ein Sammelband dieser Geschichten, zusammen mit zwei weiteren aus der Daily News und einer aus dem Herald, wurde 1918 als Workhouse Characters, and other sketches of the life of the poor veröffentlicht. Im Vorwort heißt es, dass die Begebenheit über 13 Jahre zurücklägen.
Nevinson schrieb viele Artikel für die WFL-Zeitschrift The Vote und verfasste auch Wahlrechtsbroschüren. Zu den von der WFL veröffentlichten Broschüren gehören A History of the Suffrage Movement: 1908–1912, und Ancient Suffragettes (1911). Außerdem erschien The Spoilt Child and the Law („Das verwöhnte Kind und das Gesetz“).
Nach einer Geschichtensammlung Fragments of Life (1922), die auch autobiografisches Material enthielt, veröffentlichte Nevinson 1926 ihre Autobiografie Life’s Fitful Fever.
Nevinson war Schatzmeisterin der Women Writers' Suffrage League und Sekretärin der Actresses’ Franchise League (AFL) wo sie die Nachfolge von Bessie Hatton antrat. Diese Berufs-Gesellschaften leisteten neben den eigentlichen Suffragetten-Verbänden einen bedeutenden Beitrag für die Wahlrechtskamaognen. Die AFL inszenierte direkt Stücke, die Frauenrechtsfragen dramatisch adressierten. Das von Nevinson auf Basis einer ihrer Zeitungsgeschichten geschriebene Stück In the Workhouse von 1911, war ein typisches Beispiel. Es war exemplarisch für die AFL-Dramatik, da es Frauen aus der Arbeiterklasse und ihre Zwangslagen zeigte, die implizit als Argumente für die politische Vertretung von Frauen dienten. In the Workhouse wurde am 8. Mai 1911 im Kingsway Theatre als Matinée aufgeführt und von Edith Craigs Pioneer Players produziert. Es war Teil eines Dreierpakets mit Christabel Marshalls The First Actress und Cicely Hamiltons Jack and Jill and A Friend. Die Pioneer Players waren in jenem Jahr gegründet worden und gaben in der Regel Einzelvorstellungen an kleineren Londoner Theatern. Das Stück wurde vom International Suffrage Shop, herausgegeben, der 1910 von Sime Seruya gegründet worden war. Das Stück ist eine Auseinandersetzung mit dem Coverture Act, der besagte, dass eine verheiratete Frau keine von ihrem Mann getrennte rechtliche Existenz hatte. Der Schauplatz des Stücks ist ein Arbeitshaus, in dem sich eine Gruppe von verheirateten und unverheirateten Müttern mit und ohne Väter um ihre Kinder kümmert. Das Stück, das sich weigert, das Laster und die unverheiratete Mutter zu verurteilen, wurde als „unzüchtiges Drama“ kritisiert. Es trug aber zu einer Änderung des Gesetzes bei.
Nevinson letzte Jahre waren einsam und sie war von Depressionen geplagt. Sie starb 1932 an Nierenversagen. Henry Nevinson heiratete erneut, und zwar seine langjährigen Geliebte, Neveninsons enge Freundin und prominente Frauenrechtlerin Evelyn Jane Sharp.